# Античный мавзолей в Фабаре

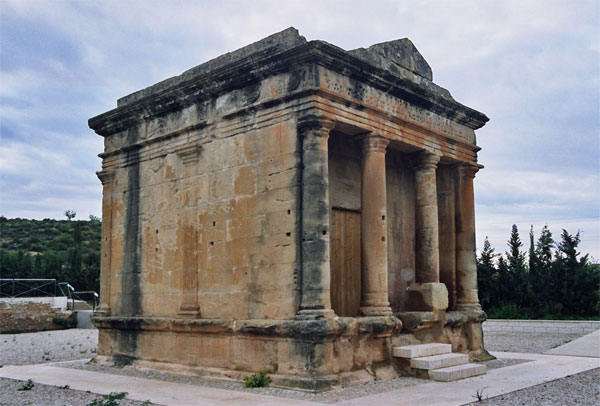
Античный мавзолей в Фабаре

Мавзолей Фабары или мавзолей Луция Эмилия Лупа — римская гробница, расположенная на левом берегу реки Матарранья, недалеко от деревни Фабара, в провинции Сарагоса, Испания.
Есть предположение, что данный античный мавзолей сохранился лучше всех на всём Пиренейском полуострове. Гробница расположена в регионе, где осталось значительное число руин сельских построек римского периода, в том числе несколько археологических памятников и римских вилл. Рядом с мавзолеем находятся остатки других построек этого же типа.
Сооружение датируется II веком н. э.
Мавзолей был фактически неизвестен научному сообществу до 1874 года, когда о нём было официально сообщено Королевской академии истории. Здание принадлежало разным лицам, прежде чем в 1942 году было приобретено государством. Ранее, в 1931 году, мавзолей получил государственный статус объекта культурного интереса (исп. Bien de Interés Cultural, BIC).

## Описание

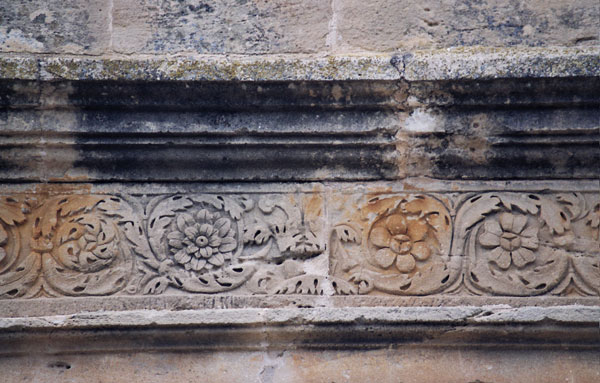
Украшение антаблемента

Это прямоугольное здание (7,40 × 6,06 м), построенное из песчаника, без использования раствора; блоки соединены металлическими скобами. Фасад и вход строго ориентированы на восток. Является храмом классического типа, известного как простиль. Его портик стоит на четырёх колоннах тосканского ордера, крайние колонны примыкают к антам. Стены украшены пилястрами: две по углам постройки сзади и ещё две посередине боковых стен.
Поверх стен и колон тянется антаблемент, фриз которого с трёх сторон украшен рельефом с цветочным мотивом. На фасадной части антаблемента имелась надпись, ныне утраченная. О ней можно судить лишь по отверстиям от гвоздей, которыми крепились буквы.
Целла перекрыта цилиндрическим сводом. Лестница ведёт на подземный этаж, также перекрытый цилиндрическим сводом, — там, по всей вероятности, хранились останки усопшего. Подземное помещение разрушено и недоступно.
Над антаблементом расположены два фронтона: передний сильно повреждён, задний сохранился лучше. Однако именно на тимпане переднего фронтона сохранились выбитые в камне буквы, по которым интерпретируется принадлежность гробницы:
L' A MILI LVPI
Предполагается, что между A и M находилась E. Чуть выше находятся следы некогда прибитых металлических букв D и M. То есть полная надпись могла быть такой:
D. M. L’AEMILI LVPI
То есть: «Манам Луция Эмилия Лупа». Что это за личность, пока неизвестно.

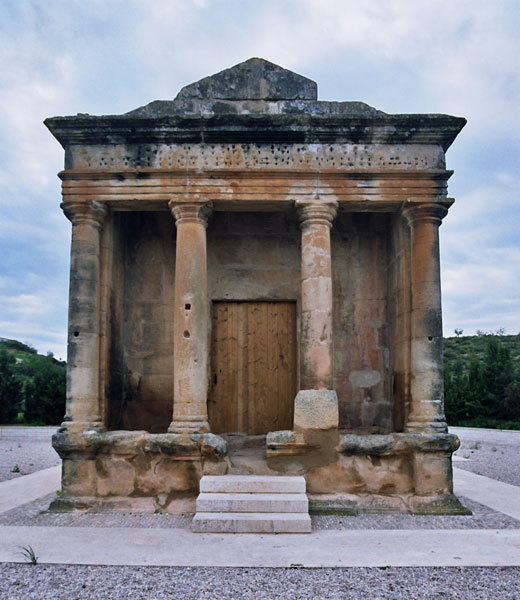
Главный фасад
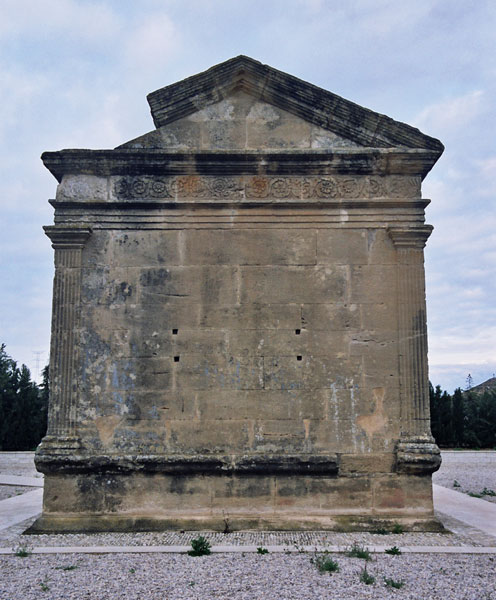
Задний фасад